# Romualdo Tecco

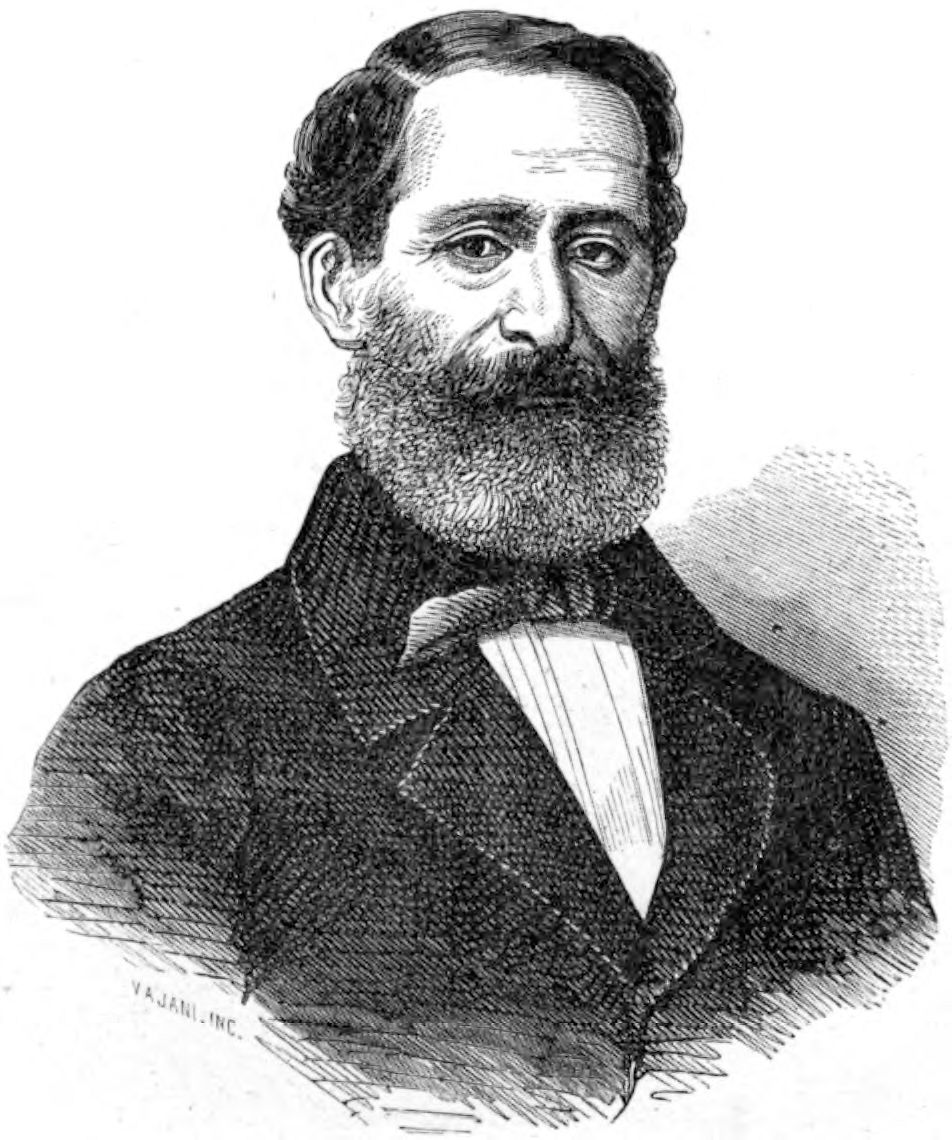
Romualdo Tecco

Giovanni Pietro Romualdo Tecco, Barone Tecco, auch Romuald Tecco (* 4. Juli 1802 in Boves; † 19. Mai 1867 in Turin) war ein Diplomat und Politiker im Königreich Italien, der unter anderem 1864 bis zu seinem Tode 1867 Mitglied des Senats (Senato del Regno) war.

## Leben
Giovanni Pietro Romualdo Tecco, eines von vier Kindern von Carlo Tecco und dessen Ehefrau Angela Barbaroux, trat am 30. Oktober 1833 als Dragoman Zweiter Klasse in den Dienst des Königreichs Sardinien und wurde im Juli 1835 als Sekretär und Dolmetscher der Vertretung des Königreichs Sardinien im Osmanischen Reich. Dort wurde er im August 1839 zum Dragoman Erster Klasse sowie im Juni 1845 Legationsrat ernannt. Am 18. April 1846 wurde er durch Königliches Dekret zum Baron erhoben. 1846 wurde er zunächst kommissarischer Geschäftsträger sowie am 17. Juli 1848 offiziell Geschäftsträger und Leiter des Konsulats der Vertretung des Königreichs Sardinien im Osmanischen Reich und dort 1849 zum Ministerresidenten ernannt. 1852 wurde er zusätzlich Ministerresident im Königreich Griechenland und im April 1852 für seine Verdienste zum Kommandeur des Ordens der Heiligen Mauritius und Lazarus ernannt.
Am 10. Februar 1855 wurde Tecco zum außerordentlichen Gesandten und bevollmächtigten Minister im Königreich Spanien ernannt und bekleidete dieses Amt auch nach Ausrufung des Königreich Italien am 17. März 1861 bis zum 11. Oktober 1863. Für seine Verdienste erhielt er im April 1855 den Nischan-el-Iftikhar-Orden von Tunesien sowie im Juni 1855 den Mecidiye-Orden des Osmanischen Reiches. In dieser Zeit wurde er zudem 1856 Großoffizier des Ordens der Heiligen Mauritius und Lazarus und bekam bei seinem Ausscheiden aus diesem Amt am 11. Oktober 1863 das Großkreuz des Ordens der Heiligen Mauritius und Lazarus verliehen.
Am 13. März 1863 wurde er zum Mitglied des Senats (Senato del Regno) ernannt und gehörte diesem vom 20. Mai 1864 bis zu seinem Tode am 19. Mai 1867 an. Aus seiner Ehe mit Carolina Corsi di Bosnasco gingen die beiden Töchter Costantina und Paolina sowie der Sohn Melchiorre hervor.